# Son Servera

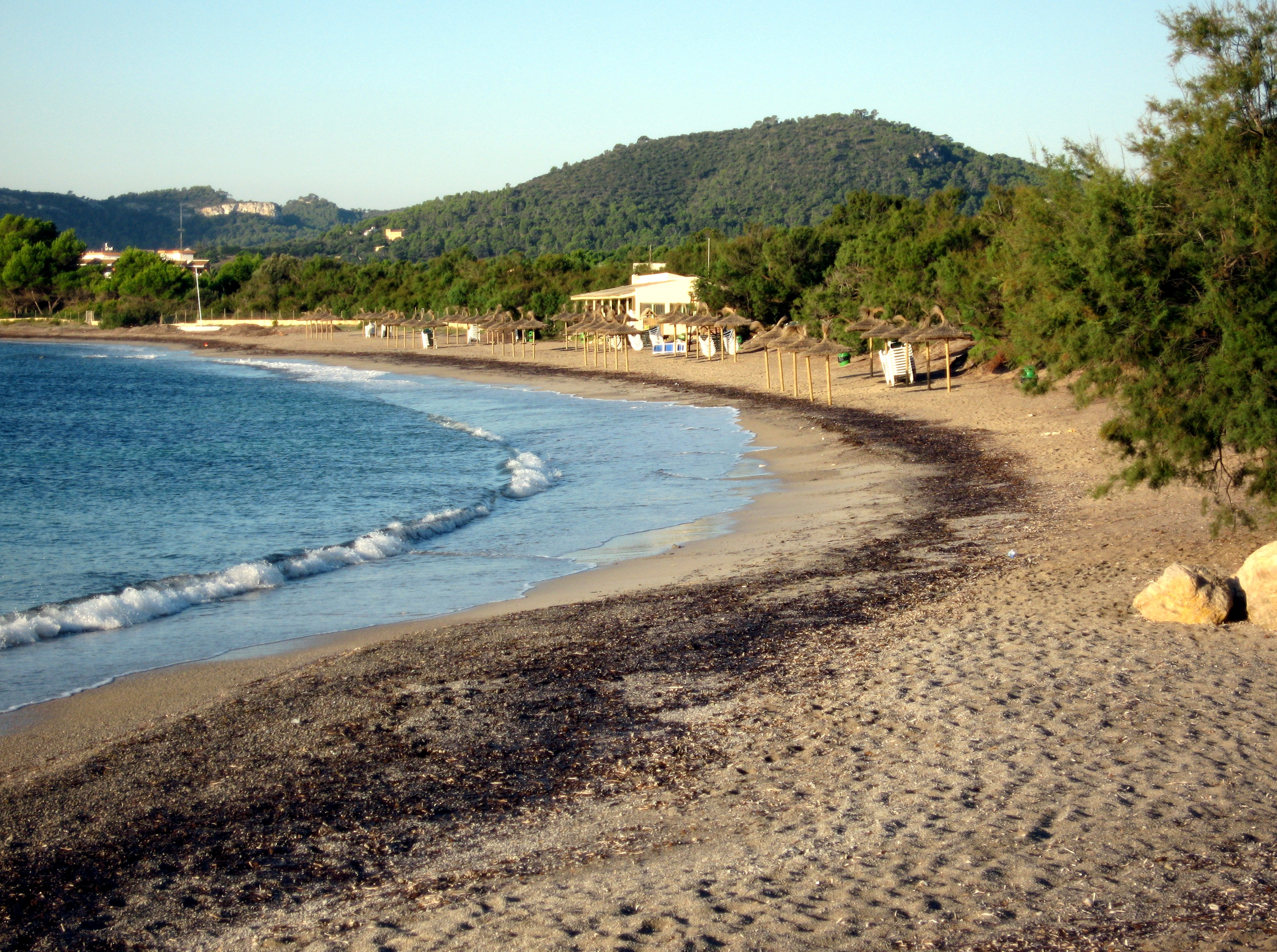
Vista de la playa de sa Marjal, en Son Servera

Son Servera es una localidad y municipio español situado en la parte nororiental de Mallorca, comunidad autónoma de las Islas Baleares. A orillas del mar Mediterráneo, este municipio limita con los de San Lorenzo del Cardezar, Artá y Capdepera.
El municipio serverino es una de las cinco entidades que componen la comarca del Levante Mallorquín, y comprende los núcleos de población de Cala Millor —el más habitado—, Son Servera —capital municipal—, Cala Bona, Costa de los Pinos y Puerto Nuevo, Puerto Verde y Puerto Viejo (Port Nou, Port Verd i Port Vell), así como los diseminados de Pula y es Rafalet.
Son Servera cuenta con el monte Son Lluc al noreste y Na Peñal y el pico de la Fuente al suroeste. Cala Millor es el principal núcleo costero, dividido entre la administración de San Lorenzo de Cardezar y la de Son Servera. Es un importante destino turístico familiar y uno de los pueblos más visitados de Mallorca durante los meses de verano, que cuenta con una amplia oferta hotelera. Cala Bona es un pueblo portuario, donde se dividen sus amarres entre barcas de pesca y de recreo. La localidad de Costa de los Pinos es una población de segundas residencias y chalets. En Pula hay un destacable campo de golf rediseñado por José María Olazábal y considerado uno de los diez mejores campos de España. El Pula Golf ha acogido ocho torneos del European Tour.

## Toponimia
El topónimo de Son Servera aparece documentado por primera vez en 1560. El término Son proviene del mallorquín Ço (això) de'n, muy utilizado para denominar grandes posesiones, que significa literalmente «esto de». El término Servera proviene del apellido de los primeros poseedores de estas tierras. La palabra hace referencia al árbol serbal común, que en catalán se denomina cervera, el cual aparece en el escudo del pueblo.
El nombre de Son Servera desplazó al antiguo de Binicanella, alquería islámica que aparece documentada como Benu Quinena en el siglo XIII. Ese topónimo, en desuso desde el siglo XVI, fue recuperado en 1967 para la fundación de un monasterio benedictino en Son Servera llamado Santa María de Binicanella, que se trasladó a Buñola ocho años más tarde.
El único gentilicio que se emplea es el de serverino/a.

## Historia

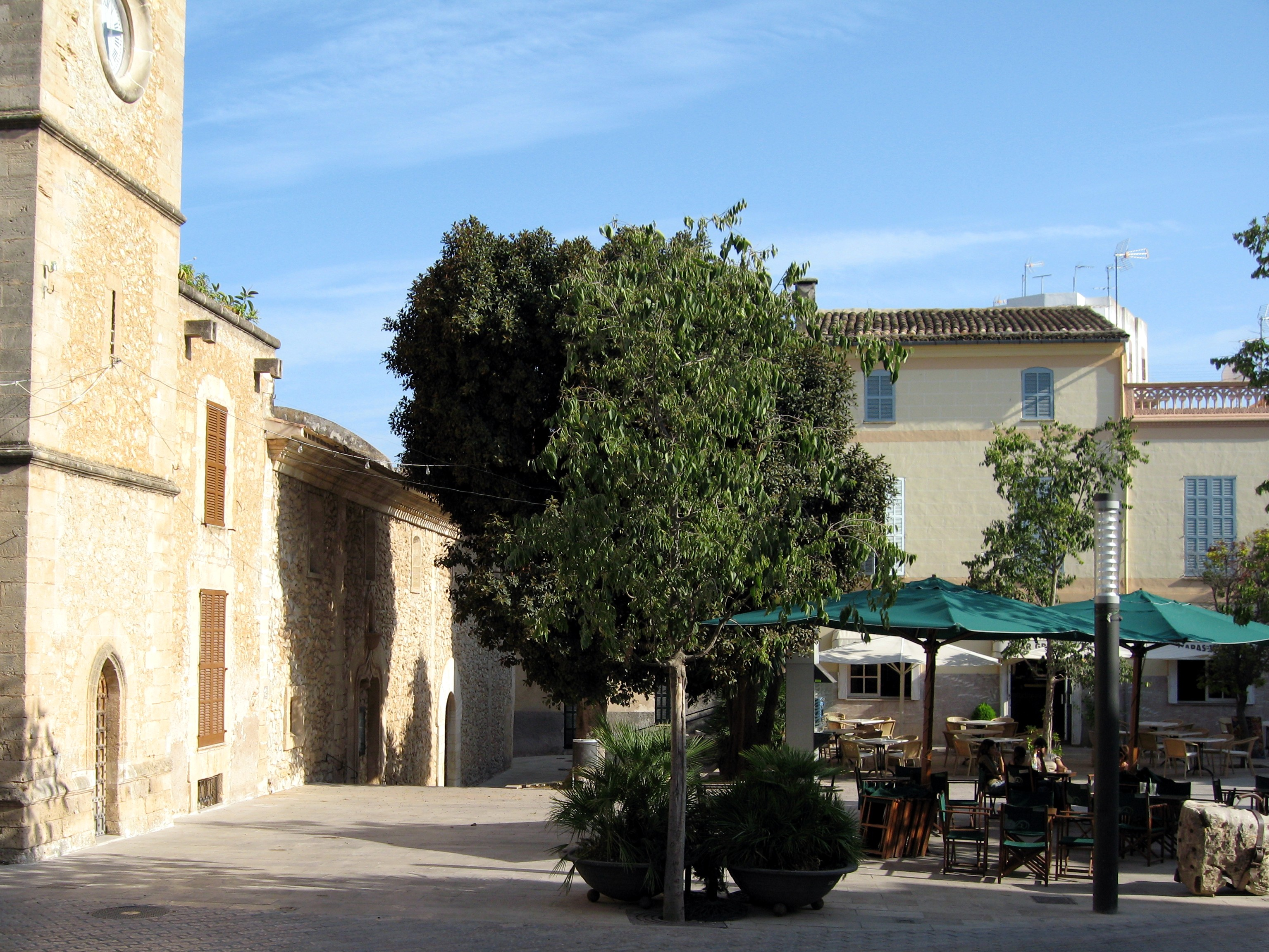
La plaza de San Juan, en Son Servera

Son Servera pertenecía en un pasado a Artá, (terminología árabe de Yartan) al igual que Capdepera. A partir de 1820 y por la nueva ley que proclamaba la capacidad de crear municipalidad a cualquier núcleo de más de mil habitantes se independizó, aunque poco después, en 1824, la perdió y no la recuperó hasta el año 1837, siendo su primer alcalde Don Francisco Servera.

## Geografía
Integrado en el Levante Mallorquín, se encuentra a 65 km de Palma, capital insular; y a 15 km de Manacor, capital comarcal y sede del partido judicial al que pertenece. El término municipal está atravesado por la carretera Ma-4040, que conecta Son Servera con Capdepera.
| Noroeste: Artá                         | Norte: Artá                   | Nordeste: Capdepera       |
| Oeste: Artá y San Lorenzo del Cardezar |                               | Este: mar Mediterráneo    |
| Suroeste: San Lorenzo del Cardezar     | Sur: San Lorenzo del Cardezar | Sureste: mar Mediterráneo |

### Playas
Son Servera cuenta con siete playas, algunas de fina arena blanca y aguas cristalinas, que de sureste a noroeste son: Cala Millor (o Arenal de Son Servera), Cala Bona, Port Roig (o Estanc d'en Xinet), Port Vell, sa Marjal (o es Ribell), es Rajolí y es Torrent d'es Morts.

## Demografía
Son Servera cuenta con una población de 12 261 habitantes (INE 2024).
| Gráfica de evolución demográfica de Son Servera entre 1842 y 2021                                                     |
| |
| Población de derecho según los censos de población del INE. Población de hecho según los censos de población del INE. |

En 2021 los habitantes se distribuían de la siguiente manera:
| Unidad poblacional                        | Hab.   |
| ----------------------------------------- | ------ |
| Cala Millor                               | 5192   |
| Son Servera                               | 4656   |
| Cala Bona                                 | 1107   |
| Costa de los Pinos                        | 169    |
| Puerto Nuevo, Puerto Verde y Puerto Viejo | 73     |
| Diseminado                                | 638    |
| Total                                     | 11 835 |

## Economía
Como en casi toda la isla, la principal fuente de ingresos es el turismo. En Son Servera es rara la actividad que no esté directa o indirectamente con el sector servicios. También, como el resto de la costa mediterránea, hay una fuerte inversión inmobiliaria.

## Administración y política

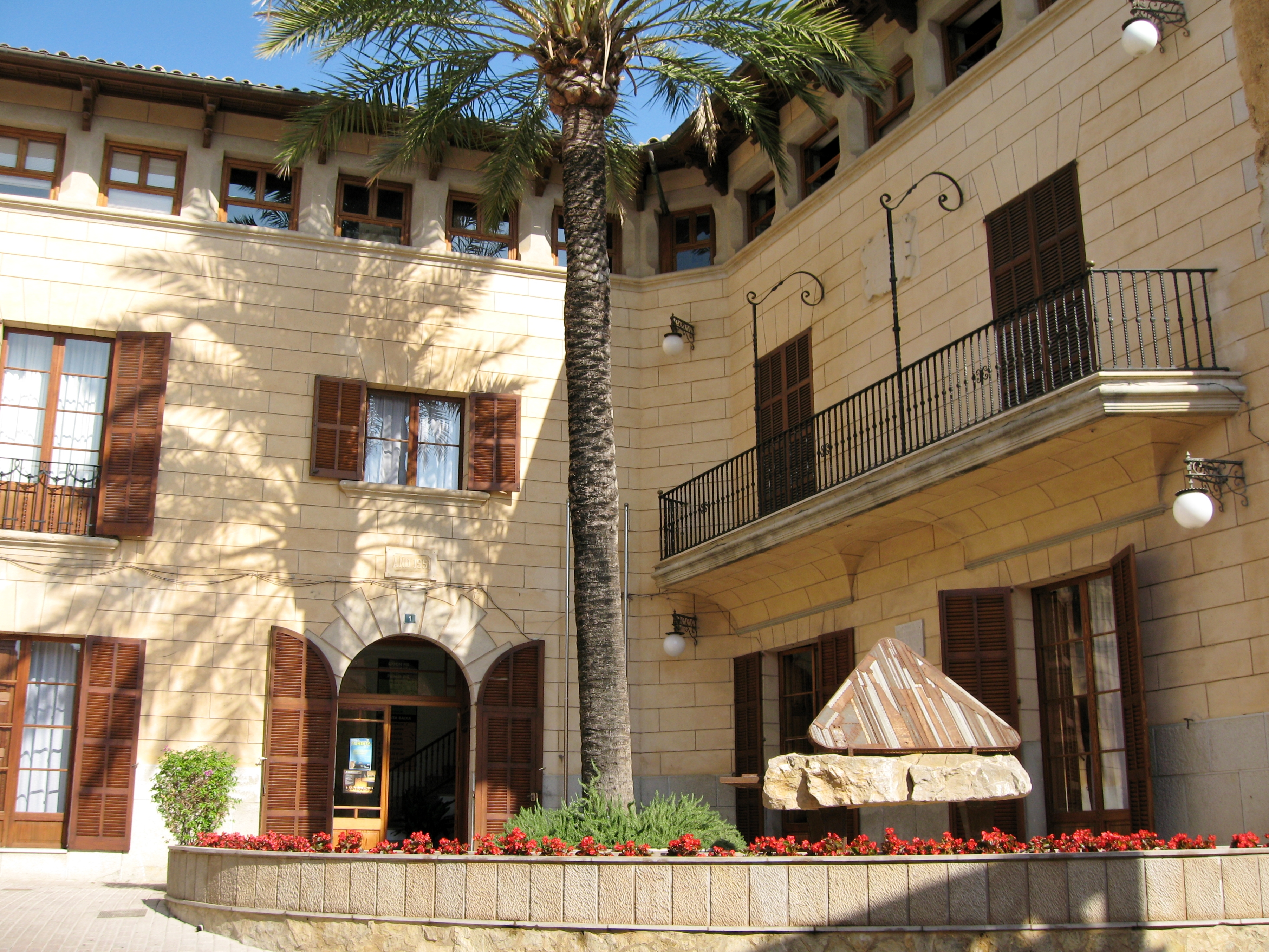
Ayuntamiento de Son Servera

Los resultados en Son Servera de las últimas elecciones municipales, celebradas en mayo de 2023, son:
| Periodo   | Nombre                        | Partido | Partido                                                       |
| --------- | ----------------------------- | ------- | ------------------------------------------------------------- |
| 1979-1983 | Bartolomé Femenías Mesquida   |         | Unión de Centro Democrático (UCD)                             |
| 1983-1991 | Francisco Barrachina Llaneras |         | Alianza Popular (AP)                                          |
| 1991-1995 | Eduard Servera Cariñena       |         | Partit Socialista de les Illes Balears (PSIB-PSOE)            |
| 1995-1999 | Francisco Barrachina Llaneras |         | Partido Popular (PP)                                          |
| 1999-2001 | Eduard Servera Cariñena       |         | Partit Socialista de les Illes Balears (PSIB-PSOE)            |
| 2001-2003 | Antoni Oliver Salas           |         | Partit Socialista de Mallorca (PSM)-Entesa                    |
| 2003-2007 | Damián Ripoll Gálvez          |         | Partido Popular (PP)                                          |
| 2007-2009 | José Barrientos Ruiz          |         | Partit Socialista de les Illes Balears (PSIB-PSOE)            |
| 2009-2011 | Antoni Servera Servera        |         | Independents per Son Servera, Cala Millor i Cala Bona (IxSMB) |
| 2011-2013 | José Barrientos Ruiz          |         | Partit Socialista de les Illes Balears (PSIB-PSOE)            |
| 2013-2015 | Antoni Servera Servera        |         | Independents per Son Servera, Cala Millor i Cala Bona (IxSMB) |
| 2015-2017 | Natalia Troya Isern           |         | Partit Socialista de les Illes Balears (PSIB-PSOE)            |
| 2017-2019 | Antoni Servera Servera        |         | Independents per Son Servera, Cala Millor i Cala Bona (IxSMB) |
| 2019-2023 | Natalia Troya Isern           |         | Partit Socialista de les Illes Balears (PSIB-PSOE)            |
| 2023-act. | Jaume Servera Lliteras        |         | Partido Popular (PP)                                          |

| Partido político                                              | 2023  | 2023  | 2023       | 2019      | 2019      | 2019       | 2015  | 2015  | 2015       | 2011  | 2011  | 2011       | 2007  | 2007  | 2007       |
| Partido político                                              | %     | Votos | Concejales | %         | Votos     | Concejales | %     | Votos | Concejales | %     | Votos | Concejales | %     | Votos | Concejales |
| Partido Popular (PP)                                          | 44,87 | 1827  | 8          | 20,26     | 838       | 4          | 24,34 | 1021  | 5          | 36,37 | 1507  | 7          | 35,01 | 1471  | 7          |
| Partit Socialista de les Illes Balears (PSIB-PSOE)            | 30,21 | 1230  | 5          | 30,97     | 1281      | 6          | 22,38 | 939   | 5          | 23,46 | 972   | 4          | 24,87 | 1045  | 5          |
| Independents per Son Servera, Cala Millor i Cala Bona (IxSMB) | 16,90 | 688   | 3          | 14,21     | 588       | 3          | 18,26 | 766   | 4          | 24,98 | 1035  | 4          | 17,04 | 716   | 3          |
| Podem-Esquerra Unida de les Illes Balears (EUIB)-Guanyem      | 5,47  | 223   | 1          | 6,35      | 263       | 1          | 4,91  | 206   | 0          | —     | —     | —          | 1,43  | 60    | 0          |
| On Son Servera (ON SS)                                        | —     | —     | —          | 14,45     | 598       | 3          | 12,23 | 513   | 2          | —     | —     | —          | —     | —     | —          |
| Ciudadanos (CS)                                               | —     | —     | —          | 4,61      | 191       | 0          | 4,46  | 187   | 0          | 1,5   | 62    | 0          | —     | —     | —          |
| Vox-Actúa                                                     | —     | —     | —          | 4,23      | 175       | 0          | —     | —     | —          | —     | —     | —          | —     | —     | —          |
| Més (PSM-IV-EN-APIB)                                          | —     | —     | —          | 3,79      | 157       | 0          | 6,6   | 277   | 1          | 5,14  | 213   | 1          | 4,59  | 193   | 0          |
| Proposta per les Illes (PI)                                   | —     | —     | —          | Con ON SS | Con ON SS | Con ON SS  | 4,96  | 208   | 0          | —     | —     | —          | —     | —     | —          |
| Convergència per les Illes (CxI)                              | —     | —     | —          | —         | —         | —          | —     | —     | —          | 5,94  | 246   | 1          | —     | —     | —          |
| Els Verds de Mallorca                                         | —     | —     | —          | —         | —         | —          | —     | —     | —          | —     | —     | —          | 6,83  | 287   | 1          |
| Unió Mallorquina (UM)                                         | —     | —     | —          | —         | —         | —          | —     | —     | —          | —     | —     | —          | 5,69  | 239   | 1          |

## Servicios

### Seguridad
La policía local cuenta con unas dependencias en la localidad de Cala Millor. El cuartel de la Guardia Civil más cercano está en el municipio de Artá, aunque existe una oficina de atención al ciudadano también en Cala Millor. Colaboran con los servicios de seguridad la agrupación municipal de voluntarios de Protección Civil.

## Cultura

### Patrimonio natural

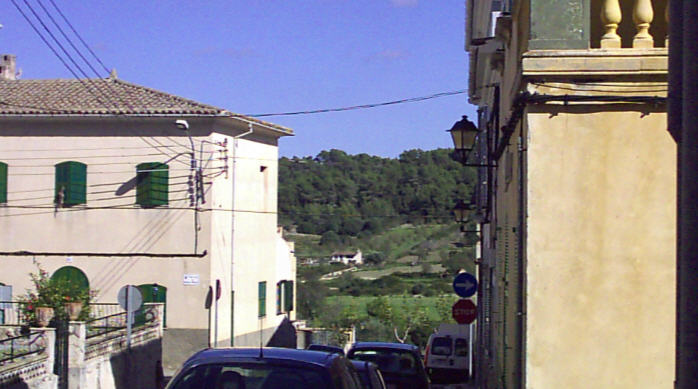
Imagen de la falda de los Son Lluc, tomada desde la calle del Sol

Sa Fonteta es una fuente que se encuentra en el pico de la Fuente (puig de sa Font), antiguamente era uno de los abastecimientos de agua del pueblo, hoy en día está en desuso pero aún conserva parte de su atractivo.
Cerca de la fuente hay un miniclima más húmedo, con un pequeño encinar de quercus ilex.

### Arquitectura

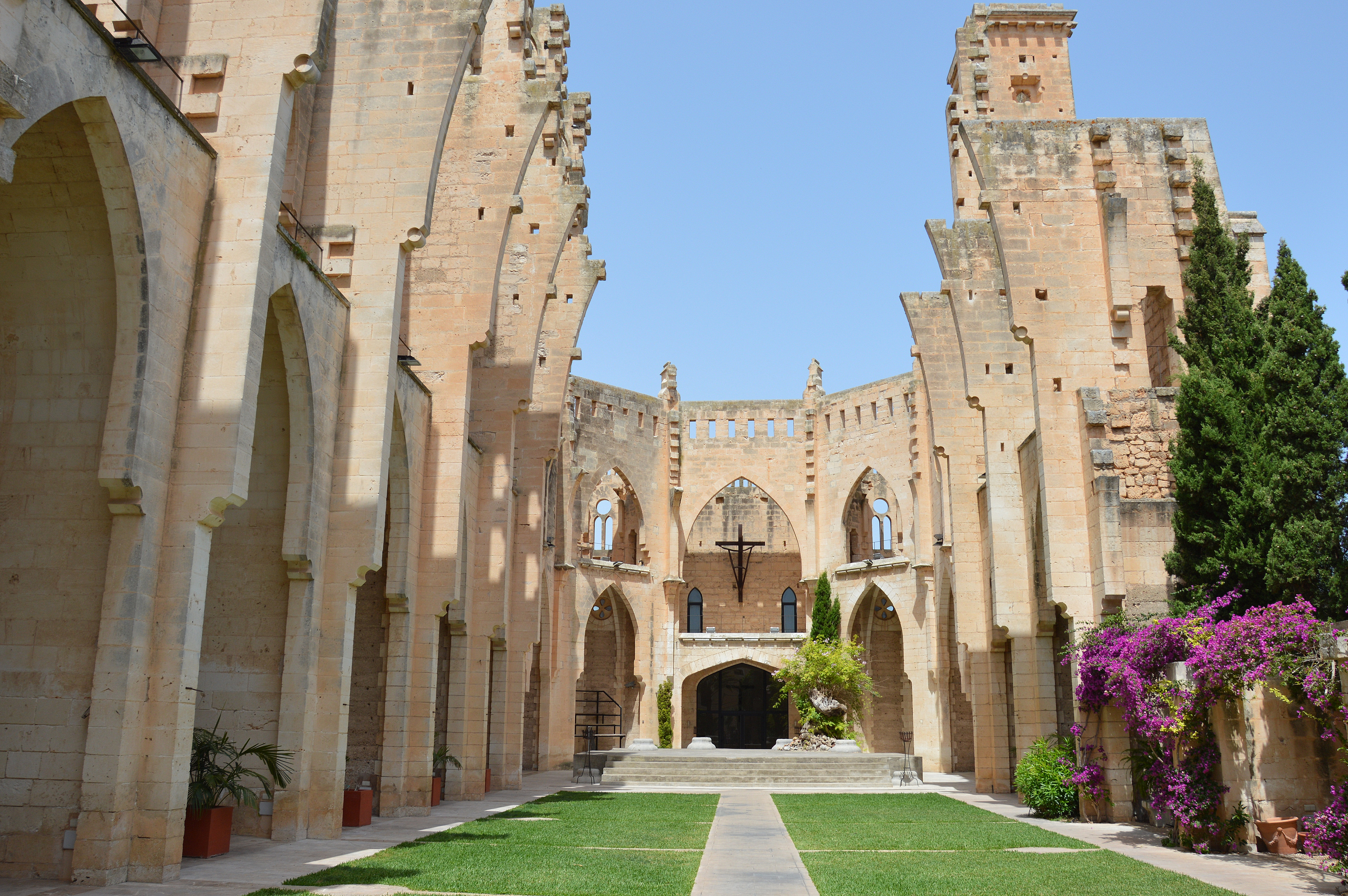
La iglesia nueva de Son Servera

La Iglesia Nueva es un templo cristiano aún por acabar. Se empezó a construir en 1905, gracias a la ilusión de los habitantes de esa época. Las últimas mejoras fueron la restauración de la capilla honda. También se están ultimando unas mejoras en lo que debía ser la sacristía y el almacén, del plano original, traído a esta localidad por el arquitecto discípulo de Gaudí, Rubió Bellver. Ello revertirá en unos vestuarios, y en salas polivalentes, carencias que debido a la cantidad de actos culturales que allí son programados, no tenía. Los viernes se celebra sa Revetlla, evento de baile típico llamado ball de bot (baile de salto). El Viernes Santo se celebra un Descendimiento de la Cruz que lleva representándose hace unos veinticinco años, y cada año aumentan la cantidad de ceremonias que se celebran debido a su encanto.

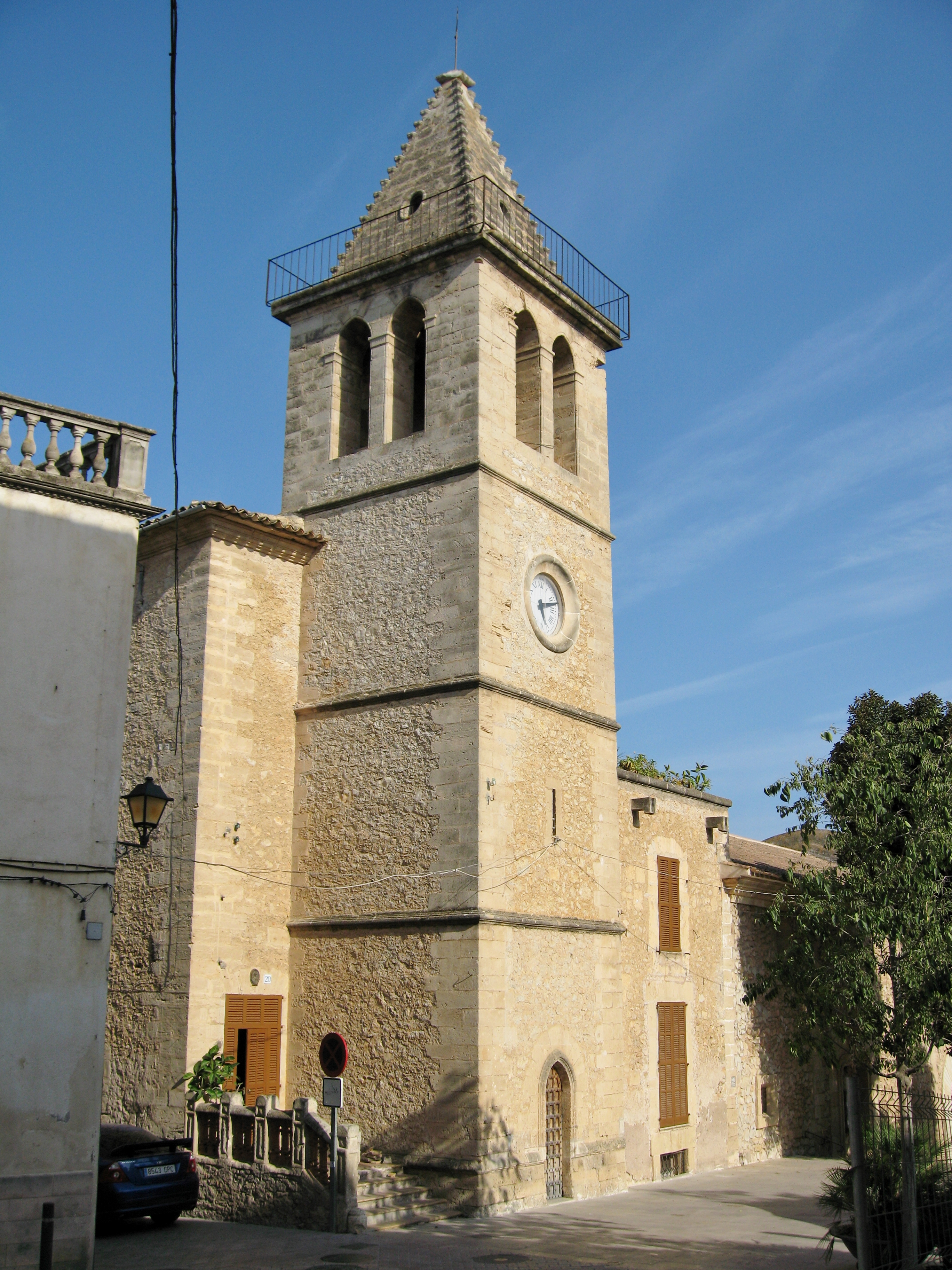
Parroquia de San Juan Bautista

La parroquia de San Juan Bautista es la iglesia más importante de Son Servera, construida a partir de una torre de defensa común a las dos posesiones que se formaron en el pueblo, con la división de dos hermanos Servera, Ca s'Hereu y Son Fra Garí, en el siglo XVI. Hoy forma parte de ella, siendo su principal vestigio todavía visible unas puntas de planta cuadrangular anexas al campanario realizado en el siglo XVIII, donde tienen lugar la mayoría de actos religiosos, además de multitud de eventos como conciertos, o recitales.
Els rentadors era el lugar donde la gente podía lavar su ropa antes, tenía una fuente de donde salía agua constantemente, haciéndola ciertamente atractiva a la vista.
Hay que mencionar ciertas casas que por su antigüedad y valor cultural han sido conservadas y restauradas. Una es Ca na Violina, justo detrás del ayuntamiento, que era la antigua escuela de música hasta que se inauguró la nueva en la antigua estación de FEVE. A partir de ese momento empezó a ser restaurada y hoy en día está anexada al ayuntamiento.
Sus casas de Ca s'Hereu son una valiosa muestra de arquitectura tradicional. Antiguas posesiones que siguen perteneciendo a la misma familia desde hace siglos.

### Música

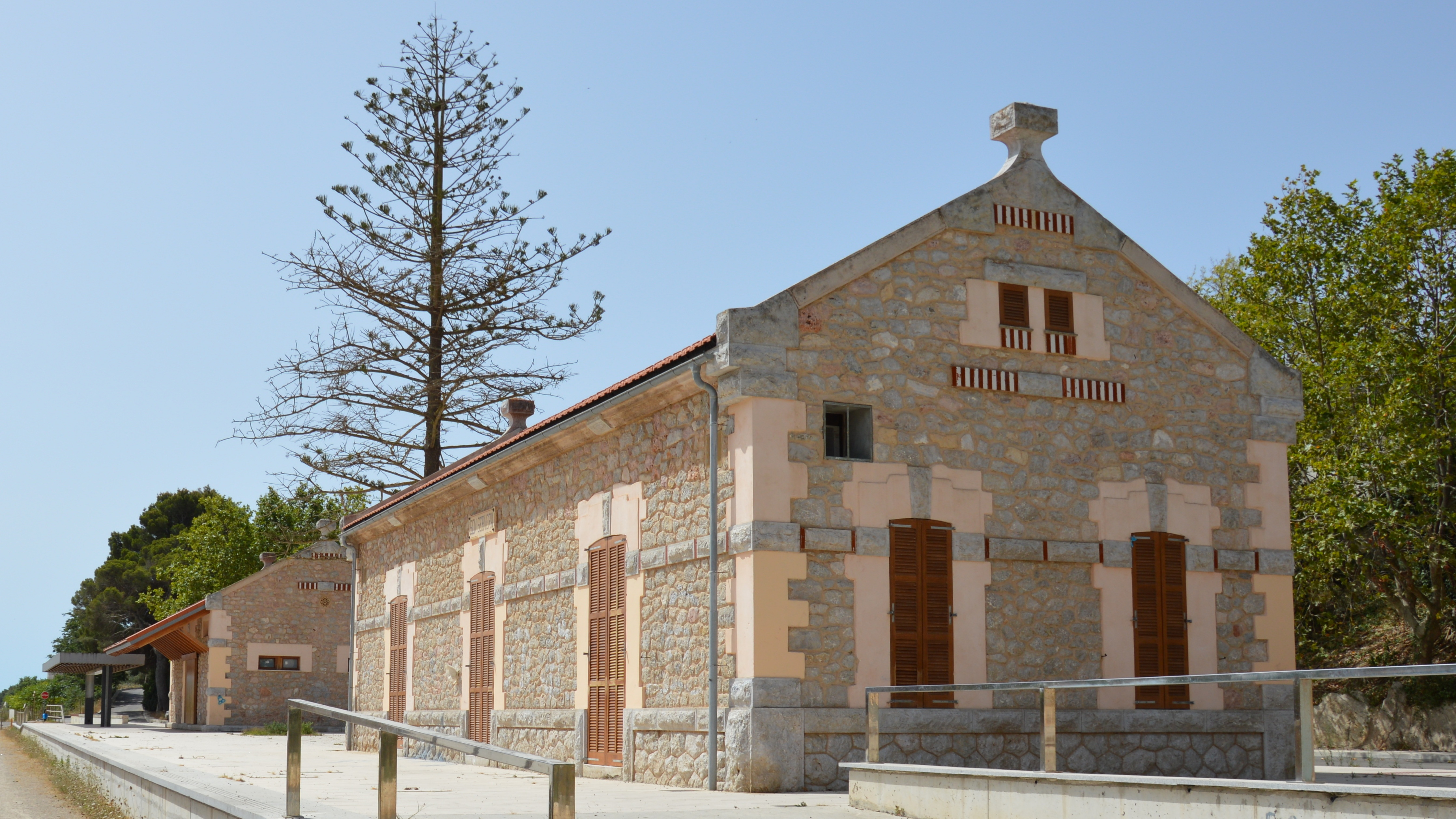
Antigua estación de tren

La Banda de Música de Son Servera acude a los eventos y fiestas importantes, como por ejemplo San Antonio o San Juan. Además de realizar varios encuentros con otras bandas de Mallorca y de la Comunidad Valenciana.

## Ciudades hermanadas
- Goyena, Argentina[5][6]